# Hypoplectrus atlahua
O hamlet-jarocho (Hypoplectrus atlahua), é uma espécie de peixe tropical endêmica do Golfo do México, no Atlântico Ocidental, sendo encontrado em recifes de Veracruz, Bajo de Tuxpan e recentemente avistado na Isla Lobos, na costa caribenha mexicana. É um peixe solitário, preferindo habitar áreas coralinas e rochosas. Ocasionalmente é visto no comércio ornamental e procurado por aquaristas. O nome ''jarocho'' faz referência a um termo coloquial para se referir os habitantes de Veracruz.